# Маунт Калвари (Висконсин)
Маунт Калвари (енгл. Mount Calvary) град је у америчкој савезној држави Висконсин.

## Демографија
По попису из 2010. године број становника је 762, што је 194 (-20,3%) становника мање него 2000. године.
| Група             | 2000.       | 2010.       |
| Белци             | 797 (83,4%) | 597 (78,3%) |
| Афроамериканци    | 4 (0,4%)    | 10 (1,3%)   |
| Азијати           | 64 (6,7%)   | 63 (8,3%)   |
| Хиспаноамериканци | 80 (8,4%)   | 83 (10,9%)  |
| Укупно            | 956         | 762         |